# Shirley Bunnie Foy (60th Anniversary)
Shirley Bunnie Foy (60th Anniversary) è un album della cantante statunitense di jazz Shirley Bunnie Foy, pubblicato nel giugno 2013 dall'etichetta italiana Map Golden Jazz.

## Il disco
L'album vuole essere un tributo a Shirley Bunnie Foy, considerata una delle grandi voci del jazz, per i suoi sessant'anni di carriera, sviluppatasi prevalentemente negli Stati Uniti, Italia e Francia. Durante il lungo periodo, le collaborazioni di Bunnie Foy con jazzisti di fama sono numerose, dal 1954, anno del debutto con il gruppo vocale-strumentale "The Dell-Tones" al 2009, con la partecipazione alla compilation A La Costa Sud.
In 60th Anniversary sono presenti fra gli altri, artisti quali The Dell-Tones, Archie Shepp, Tony Scott, Franco e Stefano Cerri, Pino Presti, Lou Bennett, Sonny Taylor, Pierre Franzino, Sante Palumbo, Jean-Sébastien Simonoviez.

## Tracce

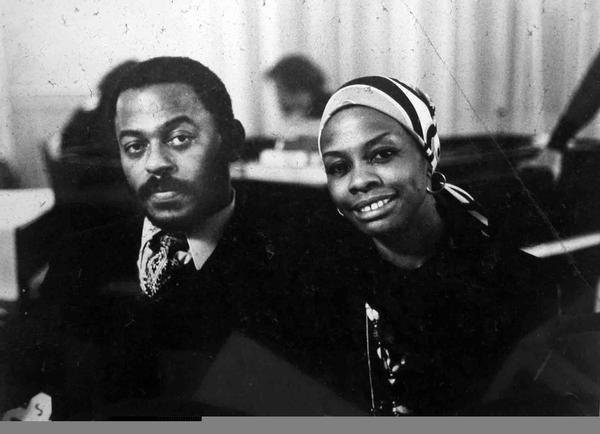
SHirley Bunnie Foy con Archie Shepp in
A Sea of Faces

1. Believe It - 2:07 (The Dell-Tones)
2. Watch What Happens - 2:25 (Jacques Demi, Michel Legrand, Norman Gimbel)
3. Sweet Pree - 3:03 (Tony Scott)
4. Just Tell It Like It Is - 4:19 (Shirley Bunnie Foy)
5. Wipe Away The Evil - 2:33 (Horace Silver)
6. Misery - 4:57 (Tony Scott)
7. It Don't Mean A Thing - 2:54 (Irvin Mills, Duke Ellington)
8. It Ain't Necessarily So / Summertime (medley) - 4:21 (George Gershwin)
9. Lester Leaps In  - 4:24 (Lester Young
10. Tomorrow Night - 6:07 (Leo Chiosso, Gorni Kramer)
11. Love Vibrations - 3:41 (Horace Silver)
12. A Sea of Faces - 5:15 (Archie Shepp)
13. Harlem Town - 0:56 (Shirley Bunnie Foy, Giuseppe Fabris)
14. L-O-V-E - 1:02 (Bert Kaempfert)
15. Summertime - 6:26 (George Gershwin)
16. When Sunny Gets Blue - 3:38 (Marvin / Fisher)
17. Ue Lé Lé - 1:21 (Shirley Bunnie Foy)

## Crediti album

### Musicisti
- Shirley Bunnie Foy: voce, percussioni

#### Guest
- The Dell-Tones (traccia 1)
- Lou Bennett (tracce 2, 5, 11)
- Tony Scott (tracce 3, 4, 9, 10)
- Sonny Taylor (tracce 6, 16, 17)
- Anthony Ange Franzino (tracce 6, 17)
- Pierre Franzino (traccia 7)
- Franco Cerri (tracce 9, 10)
- Stefano Cerri (tracce 9, 10)
- Sante Palumbo (tracce 8, 9)
- Archie Shepp (traccia 12)
- Pino Presti (traccia 13)
- Nicolas Viccaro (traccia 13)
- Josh Fabris (traccia 13)
- Jean Sébastien Simonoviez (traccia 15)

#### Altri crediti
- Produzione: Pino Presti & Mad Of Jazz, Claudio Citarella
- Supporto tecnico: Thierry Scheffer
- Remastering: Pino Presti e Thierry Scheffer  (aprile/maggio 2013)